# Archaeomarasmius leggetti
Archaeomarasmius leggetti  (лат.) — ископаемый вид грибов монотипного рода Archaeomarasmius.
Окремнённые остатки гриба найдены в США в штате Нью-Джерси в янтаре из среднемеловых отложений возрастом 90—94 миллиона лет. Эта находка считалась наиболее ранней из достоверных окаменелостей плодовых тел шляпочных грибов, пока в 2007 году не был найден Palaeoagaracites antiquus, возраст которого оценивают в 100 млн лет. Первое сообщение о находке появилось в 1995 году в журнале «Nature», его сделали Д. Хиббетт и М. Донохью из Гарвардского университета (Кембридж, Массачусетс) и Д. Гримальди, сотрудник Американского музея естественной истории в Нью-Йорке; таксономическое описание гриба дано в 1997 году в издании Ботанического общества Америки «American Journal of Botany» теми же авторами.
Голотип находится в отделении энтомологии Американского музея естественной истории, коллекционные номера AMNH NJ-90Y и AMNH NJ-90Z.
Название рода Archaeomarasmius образовано от др.-греч. ἀρχαῖος — «древний» и названия рода Marasmius — Негниючник. Видовой эпитет дан в честь Дж. Дж. Леггетта (J. J. Leggett) и его коллег — палеонтологов, нашедших образец.

## Находка образца
Кусок янтаря, содержащий включение шляпочного гриба, найден в ноябре 1994 года Кейзом, Бородиным и Леггеттом (G. R. Case, P. D. Borodin, J. J. Leggett) в пригороде Нью-Йорка Восточном Брансуике. Образец найден непосредственно над слоем англ. South Amboy Fire Clay Раританской геологической формации, что позволило отнести его к туронскому ярусу верхнего мела и определить возраст в 90—94 млн лет. Это первая и по состоянию на 2009 год единственная находка шляпочного гриба в янтарях из Нью-Джерси. Всего в мире известно очень небольшое число подобных экземпляров, другие найдены в янтарях эоценовой эпохи с острова Гаити (Доминиканская республика) и в янтарях мелового периода из Индокитая (Мьянма).
Образец представлял собой полусферу из чистого светло-жёлтого янтаря диаметром около 6 сантиметров, которая при извлечении разрушилась по слоям на ≈80 пластин. Все осколки были переданы в Американский музей естественной истории, и им присвоен общий коллекционный номер AMNH NJ-90. Кроме остатков гриба, в осколках содержатся и другие инклюзы — членистоногие (Arthropoda) и растительные волокна.

## Исследования
Исследования проводились в лаборатории Американского музея естественной истории и в Кембридже, в лаборатории музея археологии и этнологии Пибоди и лаборатории при гербарии Гарвардского университета. В двух осколках обнаружены целая шляпка гриба с остатком ножки (образец AMNH NJ-90Y) и фрагмент шляпки клиновидной формы (образец AMNH NJ-90Z). Первоначально исследователи не собирались проводить разрушающие исследования, но образец AMNH NJ-90Z был случайно сломан, и включение разделилось на две части, это дало возможность изучить микроструктуры гриба с помощью растрового электронного микроскопа и просвечивающего электронного микроскопа, также предполагалось провести исследование по молекулярной филогенетике.
Исследование с помощью растрового электронного микроскопа обнаружило наличие остатков разрушенных базидиоспор и чётких их отпечатков в янтаре. Просвечивающая электронная микроскопия показала наличие аморфных гранул; ткани, гифы и какие-либо клеточные структуры обнаружены не были.
В Кембридже была проведена попытка выделения и амплификации рибосомной ДНК (р-ДНК). Для проверки образца на возможное наличие ингибиторов полимеразной цепной реакции (ПЦР) проведён параллельный эксперимент с добавлением к экстракту из янтаря р-ДНК гриба сиитаке (Lentinula edodes). Ингибиторы ПЦР в образце не обнаружены, а амплификация экстракта из включения дала отрицательный результат. Отсутствие ДНК, а также отсутствие микроструктуры тканей гриба исследователи объясняют наличием микротрещин в янтаре, нарушивших защиту от внешних воздействий, в результате чего органическое включение было разрушено.

## Описание гриба
Плодовое тело коричневое, тёмно-коричневое, с центральной ножкой. Шляпка диаметром 3,2—6 мм, уплощённо-выпуклая, тонкомясистая (мякоть толщиной менее 1 мм), радиально-бороздчатая, край подогнут. Поверхность от гладкой до тонко текстурированной.
Пластинки редкие, приросшие, шириной не более 1 мм, без коллариума, с цельными краями. Пластиночки и анастомозы отсутствуют. Сохранившийся остаток ножки цилиндрический, размером 0,5×2,2 мм, гладкий. Покрывала отсутствуют. Споры размером 6,5—8,3 × 4,0—5,2 мкм, овальные или широкоэллипсоидные, гладкие, возможно, тонко текстурированные, с отчётливым гилярным отростком.

## Систематика
Для точной классификации Archaeomarasmius leggetti полученных данных недостаточно. Габитус плодового тела и макроструктуры соответствуют так называемым «маразмиоидным» плодовым телам, наличие которых характерно для группы родов из семейства трихоломовые (Tricholomataceae) sensu lato, в современной таксономии выделяемой в самостоятельное семейство негниючниковые (Marasmiaceae). Для современных родов негниючник (Marasmius) и Marasmiellus характерно свойство не сгнивать быстро, а засыхать и восстанавливать жизнедеятельность при наступлении влажной погоды. Хиббетт и соавторы считают вероятным, что Archaeomarasmius leggetti был наиболее близок к этим двум родам, его плодовые тела обладали таким же свойством и попали в смолу, будучи высохшими.
Из микроскопических структур удалось изучить только признаки спор, которые соответствуют как негниючниковым, так и некоторым другим таксономическим группам грибов.
Род Archaeomarasmius был отнесён авторами к семейству рядовковых (Tricholomataceae) порядка агариковых (Agaricales), однако они же отмечают, что такая классификация не может быть бесспорной и что, строго говоря, род занимает неопределённое положение (incertae sedis) в систематике порядка Agaricales или базидиомицетов.

## Предположительная экология
В образце AMNH NJ-90 обнаружено около 40 включений насекомых и паукообразных — двукрылые (Diptera), в том числе мокрецы (Ceratopogonidae) и хирономиды (Chironomidae), перепончатокрылые (Hymenoptera) (осы и муравьи), жуки (Coleoptera), ручейники (Trichoptera), термит (Isoptera), пауки (Araneae), ложноскорпион (Pseudoscorpionida), клещ (Acari) и другие. Обнаружены также волокна растительного происхождения, предположительно остатки коры или древесины кипарисовых (Cupressaceae). Среди насекомых присутствуют представители групп, для которых характерно обитание в воде или вблизи воды, а наличие ложноскорпионов и термитов указывает на близость к гниющей древесине. Исходя из этих данных, Хиббетт и соавторы предполагают, что Archaeomarasmius был сапротрофом на растительных остатках, а найденные в янтаре экземпляры выросли на древесине кипарисовых, находившихся вблизи водоёма.

## Научное значение находки
При условии принятия предложенной классификации рода Archaeomarasmius находка позволяет установить минимальный возраст (90 млн лет) дивергенции трихоломовых грибов.
Поскольку попытка выделить ДНК из образца Archaeomarasmius leggetti оказалась неудачной, его не удалось использовать для калибровки временно́й шкалы эволюции базидиомицетов, составленной с помощью метода молекулярных часов М. Берби и Дж. Тейлором. Тем не менее, находка не противоречит общей концепции, согласно которой агариковые грибы появились 220±50 млн лет назад.
Близкое морфологическое сходство с современными родами негниючниковых позволило предположить, что циркумполярный или циркумбореальный ареал некоторых видов (Marasmius epidryas, Marasmiellus candidus и других) может являться следствием распространения древних негниючниковых на территории Лавразии и последующего дрейфа континентов, а не только переноса спор, например, воздушным путём.